# Argostemma humile
Argostemma humile är en måreväxtart som beskrevs av John Johannes Joseph Bennett. Argostemma humile ingår i släktet Argostemma och familjen måreväxter. Inga underarter finns listade i Catalogue of Life.